# Nouaceur
Nouaceur es un municipio situado en la provincia homónima, en la región de Casablanca-Settat, en Marruecos. Según el censo de 2014, tiene una población de 23 802 habitantes.